# Ministre de l’Économie, du Budget, des Finances, chargé des Énergies (Polynésie française)

## Liste des ministres de l'Economie, des Finances
| Ministres               | Gouvernement                  | Mandats                           | Parti               |
| ----------------------- | ----------------------------- | --------------------------------- | ------------------- |
| Nuihau Laurey           | Gouvernement Flosse I et II   | 18 novembre 2013-5 septembre 2014 | Tahoeraa Huiraatira |
| Teva Rohfritsch         | Gouvernement Fritch IV et V   | 13 janvier 2017 -2 septembre 2020 | Tapura Huiraatira   |
| Yvonnick Raffin         | Gouvernement Édouard Fritch V | 17 septembre 2020- 15 mai 2023    | Tapura Huiraatira   |
| Tevaiti-Ariipaea Pomare | Gouvernement Brotherson       | 15 mai 2023-en fonction           | AHIP                |